# Ivesia campestris
Ivesia campestris är en rosväxtart som först beskrevs av Marcus Eugene Jones, och fick sitt nu gällande namn av Per Axel Rydberg. Ivesia campestris ingår i släktet Ivesia och familjen rosväxter. Inga underarter finns listade i Catalogue of Life.